# زوکلوپنتیکسول
زوکلوپنتیکسول(به انگلیسی: Zuclopenthixol) (با نام‌های تجاری Cisordinol , Clopixol و دیگر نام‌ها)، دارویی است که برای درمان اسکیزوفرنی و سایر موارد روان‌پریشی استفاده می‌شود. از نظر داروئی به عنوان یک ضدروان‌پریشی تیپیکال طبقه بندی می‌شود. از نظر شیمیایی نیز یک تیوزانتن است. این دارو ایزومر سیس از داروی کلوپنتیکسول (Sordinol ,Ciatyl) است. کلوپنتیکسول در سال ۱۹۶۱ معرفی شد، در حالی که زوکلوپنتیکسول در سال ۱۹۷۸ عرضه شد.